# Tempietto del Petrarca
Il Tempietto del Petrarca è una struttura commemorativa nella frazione di Selvapiana, località nel Comune di Canossa in provincia di Reggio Emilia, Italia. Venne edificata tra il 1838 e il 1847 per ricordare il soggiorno del poeta in quei luoghi attorno al 1341, tempi in cui fu ospite a Parma presso Azzo da Correggio. Durante il soggiorno a Selvapiana egli riprese la scrittura del poema Africa.